# Cephaleuros virescens
Цефалоурос віресценс (Cephaleuros virescens) — паразитична водорость.

## Поширення та середовище існування
Паразит викликає захворювання, відомі як «іржа». Вражає чай, каву, кокос, гуаву та бігнай.